# Whitford/St. Holmes
Whitford/St. Holmes é uma banda de hard rock dos Estados Unidos formada em 1980 por Brad Whitford e Derek St. Holmes.

## História
Em 1980, Brad Whitford deixou o Aerosmith após uma discussão com Joe Perry. Ele se juntou a Derek St. Holmes, que anteriormente tinha tocado com Ted Nugent, para formar o "Whitford/St. Holmes", junto com Dave Hewitt e Steve Pace. 
Em 1981, eles gravaram seu primeiro álbum, que levava como título o nome da banda. O álbum foi seguido por uma turnê, que não teve grande sucesso. Em 1983, Whitford se reuniu com Joe Perry para tocar ao vivo em vários shows com sua banda The Joe Perry Project. Em 1984, os dois guitarristas retornaram ao Aerosmith para gravar Done with Mirrors, lançado em 1985 pela Geffen Records.
O segundo álbum da dupla, intitulado Reunion, teve cópias vendidas durante a Reunion Tour, em novembro de 2015. No entanto, o disco foi lançado oficialmente apenas em 2016, em edição especial que inclui também o primeiro álbum.

## Whitford/St. Holmes
Whitford/St. Holmes é o auto-intitulado álbum de estreia do ex-guitarrista do Aerosmith Brad Whitford, e do vocalista Derek St. Holmes, ex-Ted Nugent. O disco foi lançado em 1981.

### Faixas
1. "I Need Love" - 3:18
2. "Whiskey Woman" - 3:51
3. "Hold On" - 2:59
4. "Sharpshooter" - 5:30
5. "Every Morning" - 4:39
6. "Action" - 3:45
7. "Shy Away" - 4:12
8. "Does It Really Matter?" - 4:26
9. "Spanish Boy" - 4:09
10. "Mystery Girl" - 3:22

## Créditos
- Brad Whitford - guitarra líder
- Derek St. Holmes - vocal, guitarra
- Dave Hewitt - baixo
- Steve Pace - bateria

Outras pessoas
- George Pappas - engenharia
- Tom Allom - produção

## Reunion
Reunion é o segundo álbum do ex-guitarrista do Aerosmith Brad Whitford, e do vocalista Derek St. Holmes, ex-Ted Nugent. O disco foi oficialmente lançado em 2016.

### Faixas

#### Disco 1
1. "Shapes" - 3:42
2. "Tender Is the Night" - 4:34
3. "Rock All Day" - 4:15
4. "Hot for You" - 4:26
5. "Hell Is on Fire" - 3:21
6. "Catch My Fall" - 3:49
7. "Shake It" - 3:39
8. "Gotta Keep on Movin'" - 4:06
9. "Flood of Lies" - 5:16

#### Disco 2
1. "I Need Love" (faixa bônus) - 3:18
2. "Whiskey Woman" (faixa bônus) - 3:51
3. "Hold On" (faixa bônus) - 2:59
4. "Sharpshooter" (faixa bônus) - 5:30
5. "Every Morning" (faixa bônus) - 4:39
6. "Action" (faixa bônus) - 3:45
7. "Shy Away" (faixa bônus) - 4:12
8. "Does It Really Matter?" (faixa bônus) - 4:26
9. "Spanish Boy" (faixa bônus) - 4:09
10. "Mystery Girl" (faixa bônus) - 3:22